# Guerra Civil Espanhola
A Guerra Civil Espanhola foi um conflito armado ocorrido na Espanha entre 1936 e 1939. A guerra foi travada entre os republicanos, leais à Segunda República Espanhola, urbana e progressista, numa aliança de conveniência com os anarquistas e os comunistas, e os nacionalistas, uma aliança de falangistas, monarquistas, carlistas e católicos liderada pelo general Francisco Franco. Devido ao clima político internacional na época, a guerra teve muitas facetas, e diferentes pontos de vista a viram como uma luta de classes, uma guerra religiosa, uma luta entre ditadura e democracia republicana, entre revolução e contrarrevolução, entre fascismo e comunismo. Os nacionalistas venceram a guerra no início de 1939 e governaram a Espanha até à morte de Franco em novembro de 1975. Estima-se que o conflito tenha vitimado pelo menos 500 mil pessoas (entre civis e combatentes, de ambos os lados).
A guerra teve início na sequência de um pronunciamento (uma declaração de oposição militar) contra o governo republicano por parte de um grupo de generais das Forças Armadas da República Espanhola, inicialmente sob liderança de José Sanjurjo. O governo na época era constituído por uma coligação moderada e liberal de republicanos, apoiada nas Cortes por partidos comunistas e socialistas, sob a liderança do Presidente de centro-esquerda Manuel Azaña. O grupo nacionalista era apoiado por uma série de grupos conservadores, incluindo a Confederação Espanhola de Direitas Autónomas (Confederación Española de Derechas Autónomas, ou CEDA), os monarquistas incluindo ambos os lados opostos dos afonsistas e dos conservadores religiosos carlistas e a FE de la JONS, um partido político fascista. Sanjurjo morreu num acidente de aviação quando tentava regressar do exílio em Portugal, e Franco sucedeu-lhe como líder dos nacionalistas.
Em julho de 1936, as forças nacionalistas tentam levar a cabo um golpe de estado para depor o governo. Embora os nacionalistas tenham obtido o controlo de cidades como Pamplona, Burgos, Saragoça, Valladolid, Cádis, Córdova e Sevilha, várias cidades importantes como Madrid, Barcelona, Valência, Bilbau e Málaga mantiveram-se leais ao governo. A Espanha encontrava-se então dividida política e militarmente, com os nacionalistas e os republicanos a lutar entre si pelo controlo do país. As forças nacionalistas receberam munições, soldados e apoio aéreo da Alemanha Nazi e da Itália Fascista, enquanto as forças republicanas leais ao governo receberam apoio da União Soviética e do governo populista do México. Vários países, como o Reino Unido, França e os Estados Unidos, continuaram a reconhecer a legitimidade do governo republicano, mas seguiram uma política oficial de não-intervenção no conflito. Apesar disso, dezenas de milhares de cidadãos desses países tomaram parte no conflito. Eles lutaram na sua maioria nas Brigadas Internacionais pró-republicanas que também incluíam exilados de regimes nacionalistas.
Os nacionalistas avançaram a partir dos bastiões no sul e oeste, capturando a maior parte da costa norte da Espanha ao longo de 1937. Também cercaram Madrid e a região a sul e oeste durante a maior parte da guerra. Depois de grande parte da Catalunha ter sido capturada entre 1938 e 1939, e com as cidades de Barcelona e Madrid isoladas, a posição militar republicana tornou-se desesperada. Madrid e Barcelona foram ocupadas sem resistência. Franco declarou a vitória e o seu regime foi reconhecido pelo Reino Unido e pela França. Milhares de espanhóis de esquerda fugiram para campos de refugiados no sul da França. Aqueles associados com os republicanos derrotados foram perseguidos pelos nacionalistas vitoriosos. Com o estabelecimento de uma ditadura liderada pelo General Franco no rescaldo da guerra, todos os partidos de direita foram fundidos na estrutura do regime de Franco.
A guerra tornou-se notável pelo fervor e polarização políticos que inspirou e pelas diversas atrocidades ocorridas, em ambos os lados. Purgas organizadas ocorreram nos territórios capturados pelas forças de Franco com o objetivo de consolidar o futuro regime. Um número significativo de assassinatos também ocorreram em áreas controladas pelos republicanos, sendo o Massacres de Paracuellos um dos mais tristemente célebres. Até que ponto as autoridades republicanas participaram de assassinatos em território republicano é objecto de debate.

## Antecedentes
O derrube temporário dos Bourbons absolutistas por Napoleão Bonaparte, em março de 1808, a Guerra de Independência contra a ocupação francesa, a abertura das Cortes de Cádis, em 1810, e a proclamação da Constituição liberal de 1812 assinalaram o desaparecimento do Antigo Regime Espanhol, que, durante o reinado de Carlos III, chegou a ser considerado como um exemplo de Despotismo Esclarecido. Durante todo o século XIX e o início do século XX, no entanto, a Espanha não conseguiu completar, política e socialmente, a sua revolução burguesa de forma a produzir uma constitucionalidade liberal-democrática estável.
O século XIX espanhol foi um período especialmente conflituoso, com lutas entre liberais e absolutistas, entre membros rivais da Casa de Bourbon (isabelinos e carlistas), e mais tarde entre monarquistas e republicanos, sobre o pano de fundo da perda das colónias americanas e filipinas.
A economia espanhola teve um crescimento rápido, desde o final do século XIX até ao início do século XX. Em especial, as indústrias mineiras e metalúrgicas lucraram e expandiram-se enormemente durante a Primeira Guerra Mundial, fornecendo serviços a ambos os lados em disputa.
Entretanto, os resultados desse crescimento não se refletiram em mudanças nas condições sociais. A agricultura, sobretudo na Andaluzia, continuou em mãos de latifundiários, que deixavam grandes extensões de terra por cultivar. Somava-se a isto a forte presença da Igreja Católica, que se opunha às reformas sociais e se alinhava aos interesses da elite agrária.[carece de fontes?] Finalmente, a monarquia Espanhola apoiava-se no poder militar para manter o regime. O fim da monarquia e o advento da república, em 1931, em nada mudou esta configuração política básica, com a agravante de que a Igreja e o Exército mantiveram-se monárquicos e as tentativas de golpe tornaram-se constantes.
Com o crescimento da economia, cresceu também o movimento operário. Após a fundação da primeira sociedade operária em Barcelona (1840), o movimento cresceu e espalhou-se pelo país. Desde o início, e principalmente na Catalunha, a principal região industrial de Espanha, o anarquismo tornou-se a tendência política mais difundida entre os trabalhadores. A principal confederação sindical, a Confederação Nacional do Trabalho (CNT) (Confederación Nacional del Trabajo), sob influência anarcossindicalista, recusava-se a participar na política partidária.
O choque entre classes é frequente e violento. Desde o fim do século XIX até ao início do século XX, grupos de extermínio, como o Sindicato Libre, procuraram suprimir os sindicatos através do assassinato dos seus principais militantes. Do outro lado, grupos de militantes sindicalistas, como o famoso Nosotros, também assassinavam religiosos e industriais suspeitos de apoiar o Sindicato Libre. Insurreições armadas, tanto da direita como da esquerda, ocorriam com regularidade.

## O fim da monarquia, a eleição da Frente Popular e o golpe
Com a renúncia do ditador Primo de Rivera após uma onda de escândalos de corrupção, o rei Afonso XIII procurou restaurar o regime parlamentar e constitucional. Foram convocadas eleições municipais em abril de 1931 e, embora os monarquistas tivessem sido vitoriosos, os republicanos conquistaram a maioria nas grandes cidades. Prevendo uma guerra civil, o rei Afonso XIII preferiu abdicar e foi proclamada a Segunda República Espanhola.
Novas eleições são convocadas para compor uma assembleia constituinte em junho, que institui a separação entre a Igreja e o Estado. Por este motivo, Alcalá Zamora, chefe do governo provisório, abdica.
As eleições aconteceram em dezembro de 1931, nas quais a esquerda saiu vitoriosa. Alcalá Zamora foi eleito Presidente da República e encarregou Manuel Azaña de organizar o governo. O governo da República não conseguiu avançar na resolução da questão das autonomias regionais, nem no encaminhamento das questões agrária e trabalhista. Na questão religiosa, o governo Azaña cedeu moderadamente ao espírito anticlerical que predominava no parlamento, através da dissolução da Companhia de Jesus na Espanha, ficando preservadas as demais ordens religiosas, que no entanto foram proibidas de dedicar-se ao ensino. Pressionado, por um lado, pela direita e pela Igreja — que viam a laicização do Estado e da educação de maneira muito negativa — e, por outro, pela esquerda e pelos anarquistas — os quais consideravam as mesmas reformas insignificantes — o governo de Azaña foi incapaz de agradar à população.
Com uma economia predominantemente agrária exportadora, a Espanha foi pouco atingida pela crise de 1929: o desemprego era pequeno e o salário médio por dia dos trabalhadores havia aumentado significativamente nos primeiros anos da Segunda República. Este aquecimento da economia aguçou as tensões sociais já existentes e, com elas, a aguda divisão político-ideológica da sociedade, que já vinha do século anterior.
Em maio de 1931, os anarquistas incendiaram a Igreja dos Jesuítas na Calle de la Flor, no centro de Madrid. Em agosto de 1932, o General monarquista Sanjurjo tentou executar um golpe, mas fracassou. Foi condenado à morte, e depois indultado, continuando a conspirar na prisão.
Em 1933, a recusa dos anarquistas em dar apoio aos partidos de esquerda e a sua propaganda pela "greve do voto" permitiram a vitória eleitoral da direita, representada pela Confederação Espanhola de Direitas Autônomas (CEDA) de José María Gil-Robles. Seguiu-se uma insurreição da esquerda, que foi mal sucedida em toda a Espanha — menos nas Astúrias, onde os operários controlaram Gijón durante 13 dias. Este evento ficou conhecido como Comuna das Astúrias.
Com milhares de militantes feitos prisioneiros, os anarquistas decidiram apoiar a esquerda nas eleições de 1936. Esperavam que o novo governo lhes concedesse amnistia. A esquerda venceu em 16 de fevereiro, com 4 645 116 votos, contra 4 503 524 da direita e 500 mil votos do centro, mas as particularidades do sistema eleitoral — que favorecia as maiorias — deu, à esquerda a maioria das cadeiras no parlamento.
Em maio de 1936, Alcalá Zamora foi destituído e Azaña assumiu a Presidência da República, tendo como seu Primeiro-Ministro o socialista Largo Caballero. A direita lançou-se então na preparação de um golpe militar que se concretizou em 18 de julho.

## O desenrolar das operações: do golpe à vitória franquista

Mapa do desenrolar da guerra
Zona nacionalista no início do conflito – julho de 1936
Avanço nacionalista em setembro de 1936
Avanço nacionalista em outubro de 1937
Avanço nacionalista em novembro de 1938
Avanço nacionalista em fevereiro de 1939
Última região controlada pelos republicanos antes da derrota
Principais concentrações de nacionalistas
Principais concentrações de republicanos
Batalhas terrestres
Batalhas navais
Cidades bombardeadas
Campos de concentração
Massacres
Campos de refugiados

Se os nacionalistas esperavam resolver a questão com um pronunciamento rápido e sem muito derramamento de sangue, à maneira do século XIX, foram surpreendidos pelo nível de mobilização ideológica da sociedade espanhola da época: de modo geral, exceto em casos isolados, os militares triunfaram nas regiões onde a direita havia sido mais votada em fevereiro de 1936, enquanto a esquerda — principalmente pela ação das milícias armadas socialistas, comunistas e anarquistas — venceu nas regiões onde havia sido mais votada a Frente Popular: em Madrid e Barcelona, a insurreição foi esmagada quase imediatamente.
Em 21 de julho, os nacionalistas controlavam o Marrocos Espanhol, as Canárias (exceto a ilha de La Palma), as Baleares (exceto Minorca) e o oeste da Espanha continental. As Astúrias, a Cantábria, o País Basco e a Catalunha, assim como a região de Madrid e Múrcia, estavam nas mãos dos republicanos. Mas os nacionalistas conseguiram apoderar-se das cidades mais importantes da Andaluzia: Sevilha — tomada pelo general Queipo de Llano, que se tornaria tristemente célebre pelas suas atrocidades em Cádis, Granada e Córdova.
As posições nacionalistas no Sul da Espanha estavam separadas das suas posições mais ao Norte, realiza-se a Campanha da Estremadura, com o bombardeio da Marinha Republicana no Estreito de Gibraltar, por aviões alemães e italianos, o que permitiu a passagem de tropas nacionalistas de Marrocos para a Espanha.
Um avanço rápido de Sevilha a Toledo, realizado sob o comando do Tenente-Coronel Yagüe, que aplicava as técnicas alemãs de Blitzkrieg, com avanços rápidos de tropas de infantaria apoiadas por artilharia e aviação (acompanhada pela eliminação sistemática de pessoas suspeitas na retaguarda), possibilitou aos nacionalistas tomarem Badajoz, em agosto de 1936, o que lhes permitiu organizar um frente coerente contra o campo republicano — estratégia esta, mais rotineira, adotada por Franco, que preferiu apoiar-se primeiro sobre a fronteira do Portugal de Salazar a tentar um avanço direto até Madrid, a partir do sul.
A morosidade dos nacionalistas e a ação das milícias populares na defesa republicana fizeram com que o conflito assumisse, assim, um caráter ideológico e potencialmente revolucionário.
Tendo feito a junção das suas forças em Badajoz, os nacionalistas iniciaram o avanço sobre Madrid, procurando encerrar a campanha o mais rápido possível. Em 28 de setembro, as forças nacionalistas rompem o cerco republicano ao Alcázar de Toledo, defendido por José Moscardó desde 22 de julho — uma conquista sem muito significado estratégico mas que foi logo revestida de características lendárias (o filho de Moscardó teria sido fuzilado após haver pedido ao pai, ao telefone, que se rendesse) e serviu de mito fundador do regime franquista.
Em 8 de novembro começa a Batalha de Madrid, mas o lento movimento das forças nacionalistas, que haviam levado três meses deslocando-se a partir de Sevilha, permitiu ao governo republicano estabilizar a frente em 23 do mesmo mês. No Norte, os nacionalistas tomam tomam Irún em 5 de setembro e San Sebastián no dia 13, isolando o norte republicano.
Em inícios de 1937, os nacionalistas tentam novamente tomar Madrid: uma ofensiva a partir de Jarama, de 6 a 27 de fevereiro, é apoiada pelo avanço de tropas de voluntários Italianos fascistas em direcção a Guadalajara, de 8 a 23 de março. A resistência das Brigadas Internacionais republicanas frustrou os planos das forças Italianas e, mais uma vez, converteu o que pretendia ser um golpe de estado numa guerra civil de longa duração, com o acirramento das paixões políticas internas potencializado pela presença de contingentes militares estrangeiros, ideologicamente opostos, a torná-la numa verdadeira guerra civil europeia, em que voluntários fascistas italianos e alemães nazistas, por exemplo, enfrentaram voluntários esquerdistas das mesmas nacionalidades.
A substituição do governo republicano de Largo Caballero pelo de Juan Negrín — que procurou apoiar-se, internamente, no Partido Comunista, e, externamente, na aliança com a União Soviética — teve que lidar com o acirramento ideológico do conflito, mesmo no interior do campo republicano, levando aos incidentes de maio em Barcelona, do confronto armado entre forças do governo e comunistas contra diversas milícias da extrema-esquerda — anarquistas, trotskistas e semitrotskistas — seguido por uma cruel repressão policial à mesma extrema-esquerda, sob o comando dos comunistas. Nesse período, o governo de Negrín tentou substituir as milícias, tanto quanto possível, por um exército republicano regular, e lançou, em agosto, na frente de Aragão, uma ofensiva em Belchite, para tentar aliviar a pressão sobre a frente Norte.

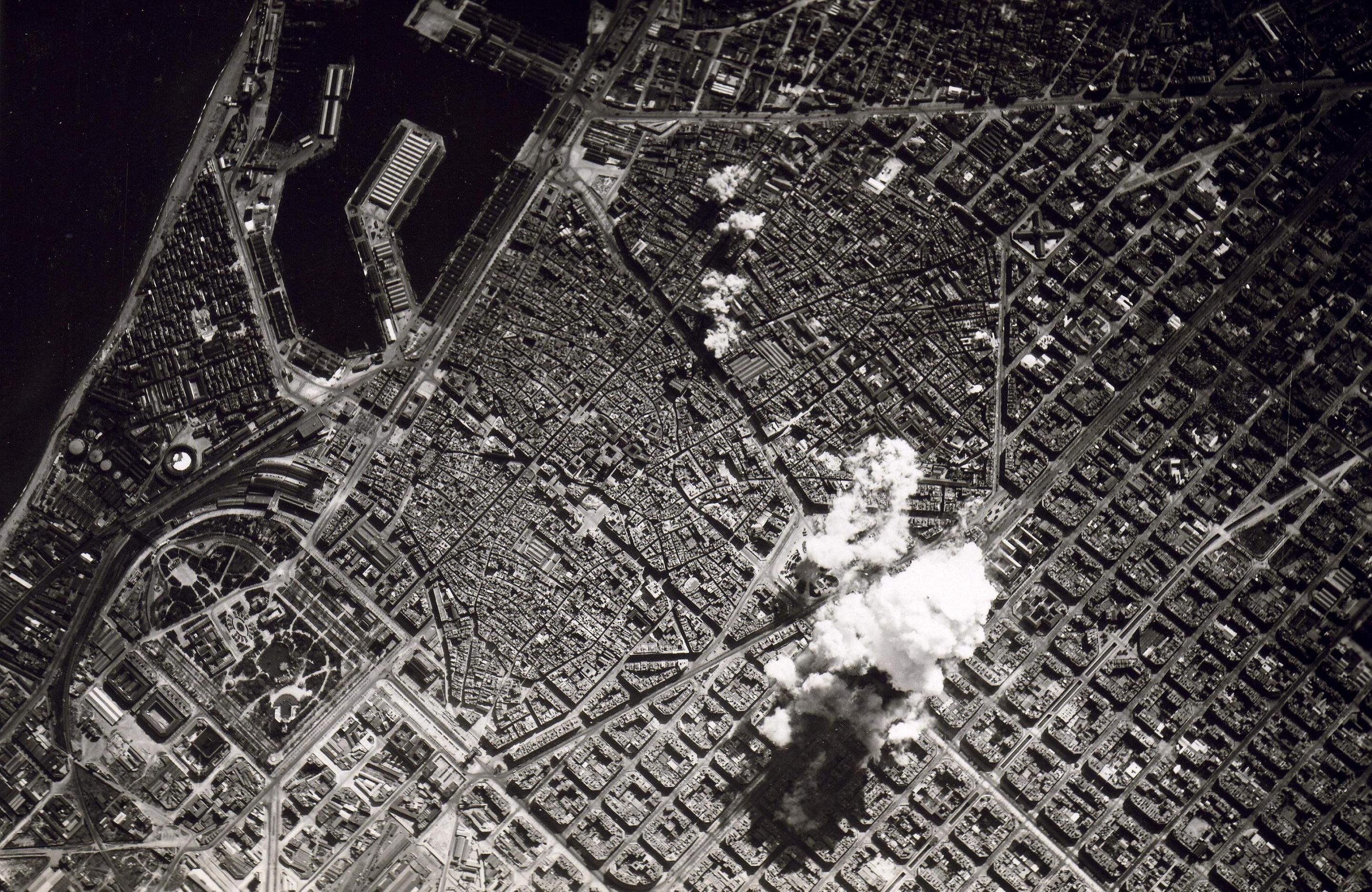
Bombardeamento de Barcelona em março de 1938

A ofensiva fracassou; o lado republicano tinha menos armas modernas (carros blindados e aviões) do que o nacionalista, e, ao invés de combinar ações defensivas com a infiltração de guerrilheiros na retaguarda franquista (para o que teria que contar com as milícias anarquistas) preferiu tentar conquistar vitórias convencionais como ganho propagandístico para os comunistas que comandavam as unidades de elite do exército regular. Estas ofensivas, que não sem um alvo estratégico claro, soldaram-se sempre em enormes perdas de homens e equipamento, minando ainda o moral das Brigadas Internacionais.
Acrescentando-se a isso as dissensões internas e insanáveis no campo republicano, sobre se convinha primeiro ganhar a guerra militarmente, ou se a guerra deveria ser combinada com uma revolução socialista, fizeram com que o governo jamais conseguisse a autoridade inquestionada que precisaria para vencer militarmente, ao mesmo tempo que não possuía uma ideologia coerente que garantisse a sua sustentação política: no verão de 1937, soma-se à ofensiva fracassada em Belchite o avanço dos nacionalistas no Norte, onde foi rompido o assim chamado "Cinturão de Ferro" republicano: Bilbao, Santander e finalmente Gijón, em 20 de outubro, são ocupadas pelos franquistas e a Frente Norte desaparece, com os prisioneiros republicanos a serem internados no Campo de Miranda de Ebro. A República perdeu, assim, o apoio do nacionalismo basco, assim como uma das suas bases industriais mais importantes. No Sul, depois da tomada de Málaga pelos franquistas em 8 de fevereiro, a frente estabilizou-se na província de Almeria.
Em finais de 1937, os republicanos tomaram a iniciativa e fizeram uma ofensiva na direção de Teruel, que foi tomada em 8 de janeiro de 1938, apenas para ser recuperada pelos franquistas em 20 de fevereiro. A contraofensiva franquista tomou Vinaròs em 15 de abril, atingindo o mar Mediterrâneo, e a zona republicana remanescente é dividida em duas partes, isolando a Catalunha.
Os republicanos contra-atacam em 24 de julho na Batalha do Ebro, acabando por se retirarem em 16 de novembro após uma longa batalha de atrito, que permitiu aos franquistas o caminho aberto para a tomada da Catalunha. Em 23 de setembro o governo republicano ordenou a retirada total das Brigadas Internacionais, numa tentativa (fracassada) de modificar a política de não intervenção mantida pelos governo Francês e Inglês com a retirada de uma força militar que estava sob forte influência comunista. Em 23 de dezembro iniciou-se a batalha por Barcelona, que caiu nas mãos dos franquistas em 26 de janeiro de 1939. As tropas nacionalistas ocuparam a fronteira com a França e cortaram a retirada dos republicanos.
Em março de 1939, começou uma pequena guerra civil dentro do campo republicano, quando o coronel Casado, comandante do Exército do Centro, planeou um golpe de estado em Madrid, apoiado pelos oficiais de carreira (que acreditavam que "entre militares nos entenderemos melhor"), golpe este que tinha como objetivo a ruptura com os comunistas para facilitar negociações com os franquistas, enquanto o governo de Negrín, partidário da continuação da resistência — e que esperava que o estalar iminente da Segunda Guerra Mundial trouxesse novos apoios aos republicanos — refugiou-se na chamada Posição Yuste. Os franquistas, no entanto, exigiram dos casadistas a rendição incondicional, e Madrid cai em 26 de março. Com a queda de Valência e Alicante em 30 de março, e de Múrcia em 31, a guerra termina em 1 de abril.
| align=center | align=center | align=center | align=center |
| [1] | [2]          | [3]          | [4]          |
| 1. As facções em luta no início do conflito (verão de 1936); a zona nacionalista está em azul, a republicana em vermelho e o verde representa os avanços dos nacionalistas 2. Situação da frente em outubro de 1937 3. Situação da frente em novembro de 1938 4. "Execução" do Sagrado Coração de Jesus por milicianos comunistas no Cerro de los Ángeles, em agosto de 1936. Dias antes, em 23 de julho, logo após o início da guerra civil, cinco jovens foram mortos enquanto tentavam defender o monumento. A fotografia foi publicada no jornal londrino Daily Mail, com a legenda: "Vermelhos espanhóis em guerra com a religião". |              |              |              |

## A questão religiosa
O liberalismo, na Espanha, tinha sido violentamente anticlerical desde o início do século XIX; entre os anarquistas, muito influentes na esquerda, o anticlericalismo havia sido sempre particularmente agressivo, ao contrário dos socialistas marxistas. Na medida em que a guerra civil foi a conclusão dos confrontos político-ideológicos do século XIX espanhol, a identificação da Igreja com a direita determinou o anticlericalismo da esquerda na sua generalidade: já em 14 de outubro de 1931, no jornal El Sol, o então primeiro-ministro Manuel Azaña equiparara a proclamação da república com o fim da Espanha católica, e durante a guerra civil, como Presidente da República, teria dito num dos seus discursos, que preferia ver todas as igrejas da Espanha incendiadas a ver uma só cabeça republicana ferida, e o radical catalão Alejandro Leroux teria motivado a juventude a destruir igrejas, a rasgar os véus das noviças e "elevá-las à condição de mães".

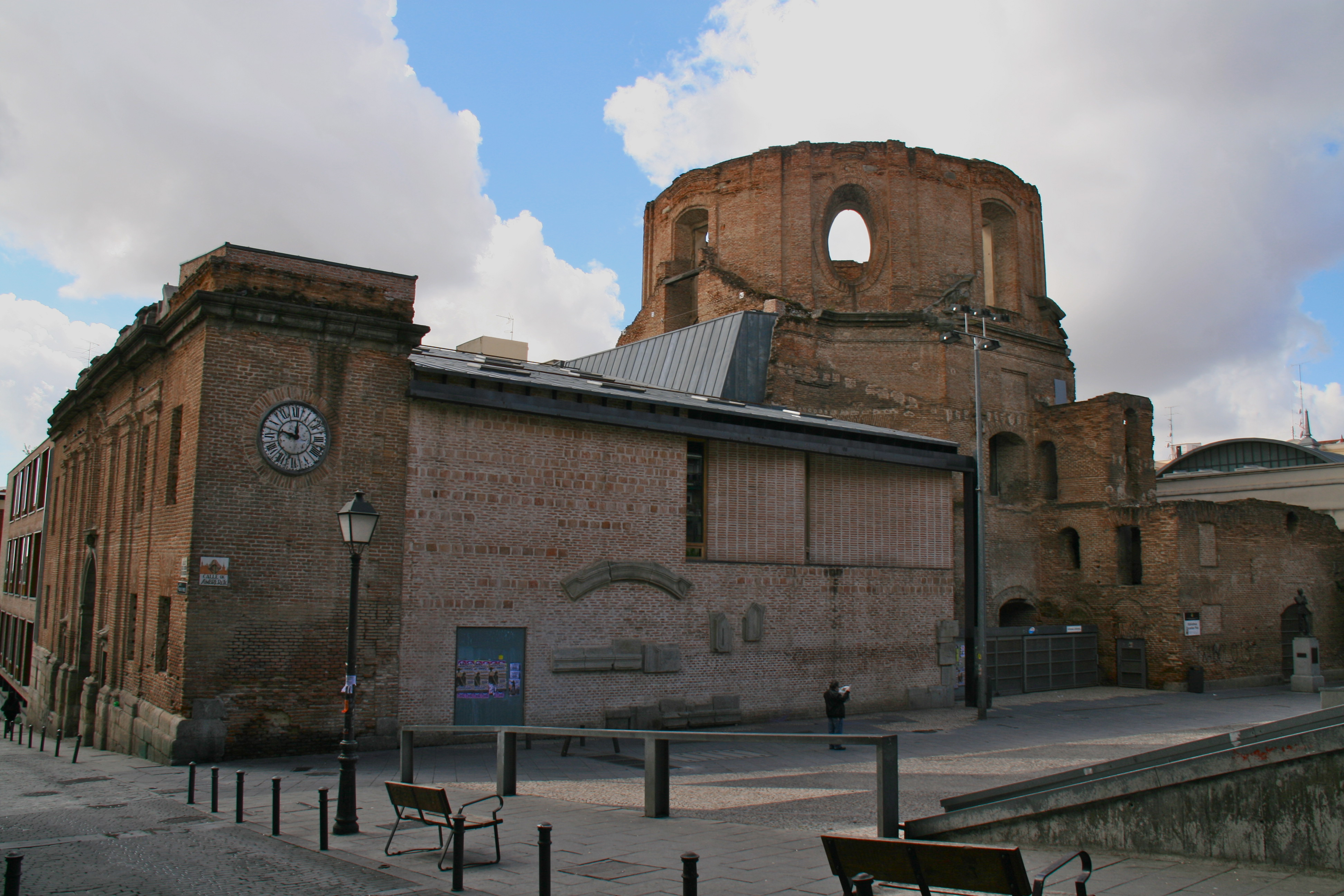
Ruínas do es, no bairro Lavapiés de Madrid, incendiado e destruído no início da guerra civil em 1936. Permaneceu abandonado durante o franquismo, até ser parcialmente restaurado e transformado na biblioteca da UNED, em 2006

A perseguição religiosa durante a guerra civil apenas continuou um padrão já existente: só nos quatro meses que precederam a guerra civil já teriam sido incendiadas 160 igrejas. Durante a Guerra, por causa da repressão da Segunda República, segundo o historiador Hugh Thomas, foram mortos 6 861 religiosos católicos (12 bispos, 4 184 padres, 300 freiras, 2 363 monges). Ainda segundo Thomas, "em nenhuma época da história da Europa, e provavelmente do mundo, se manifestou um ódio tão apaixonado contra a religião". Uma obra mais recente, de Antony Beevor, dá números muito semelhantes (13 bispos, 4 184 padres seculares, 283 freiras, 2 365 monges). De acordo com um artigo espanhol, foram destruídas por volta de 20 mil igrejas, com perdas culturais incalculáveis pela destruição concomitante de retábulos, imagens e arquivos.
Pela sua violência, aquele período de repressão tornou-se conhecido como o Terror Vermelho (Terror Rojo). Estudioso da história de Espanha, Stanley G. Payne, afirma que a perseguição aos cristãos Espanhóis foi "a maior na Europa Ocidental, mesmo em comparação com os momentos mais duros da Revolução Francesa".
Diante disto, é pouco surpreendente verificar que a Igreja Católica, tenha chegado, na sua generalidade a propagandear a revolta contra o governo e chegado a compará-la, numa declaração colectiva de todo o episcopado a (1 de julho de 1937) com uma cruzada moderna. É de notar, no entanto, que os mesmos bispos espanhóis, numa carta de 11 de julho do mesmo ano de 1937, se mostraram receosos em desmentir a opinião católica liberal, que via na intransigência conservadora do clero espanhol a razão das perseguições por eles sofridas, argumentando que a constituição republicana de 1931 e todas as leis subsequentes haviam dirigido a história Espanhola num rumo contrário à sua identidade nacional, fundada no Catolicismo ou, nas palavras do Cardeal Pedro Segura y Sáenz: "na Espanha ou se é católico ou não se é nada".
Muito embora tivessem sido realizados esforços de propaganda pelos republicanos no exterior em favor da liberdade religiosa (o Ministro da Justiça do governo de Negrín, Manuel de Irujo, autorizou o culto católico, que, no entanto, na prática se realizava de forma semi-clandestina) de forma a não alienar a opinião pública católica internacional e os próprios grupos católicos no campo republicano (muito notadamente o principal partido Basco, o PNV). O campo republicano era em geral anticlerical e apoiava a repressão à Igreja. Por outro lado, o escritor e filósofo católico francês Jacques Maritain protestou violentamente contra as repressões franquistas contra o clero basco, e teria dito que "a Guerra Santa, mais do que ao infiel, odeia ardentemente os crentes que não a servem."
Em 11 de maio de 2001, o papa João Paulo II procedeu à beatificação de 233 vítimas religiosas da repressão republicana. Uma nova beatificação de outras 498 vítimas foi proclamada pelo papa Bento XVI em 28 de outubro de 2007. Esta última beatificação, que não foi celebrada pelo próprio papa, não sendo incluída entre as suas celebrações litúrgicas, foi no entanto a maior beatificação da história da Igreja Católica. O Papa declarou, na ocasião, a importância do martírio como testemunho de fé numa sociedade secularizada. Continuam sem solução os protestos dos parentes das vítimas das repressões nacionalistas ao clero basco contra o que consideram falta de reconhecimento da hierarquia católica.

## Dois contingentes militares

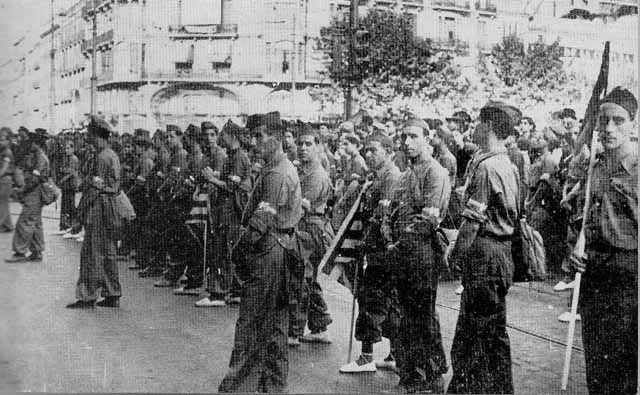
Paramilitares republicanos em Teruel, 1936

De um lado lutavam a Frente Popular, composta pela esquerda (e extrema-esquerda como o comunismo e ainda uma parcela de anarquistas mas também o governo democrático) e os nacionalistas da Galiza, do País Basco e da Catalunha, que defendiam a legitimidade do regime instalado recentemente no Estado, a República proclamada em 1931 e os respectivos estatutos de autonomia.
Do outro lado os nacionalistas, compostos por monarquistas, falangistas, carlistas, etc. O seu referente político era o general José Sanjurjo, chave da intentona militar de 1932, mas que morreu num acidente aéreo ao se transladar de Portugal para a zona ocupada pelos nacionalistas. Só durante o decorrer da guerra, os nacionalistas, chefiados por Francisco Franco, aceitaram progressivamente a sua liderança.

## OMovimientoNacional de Franco

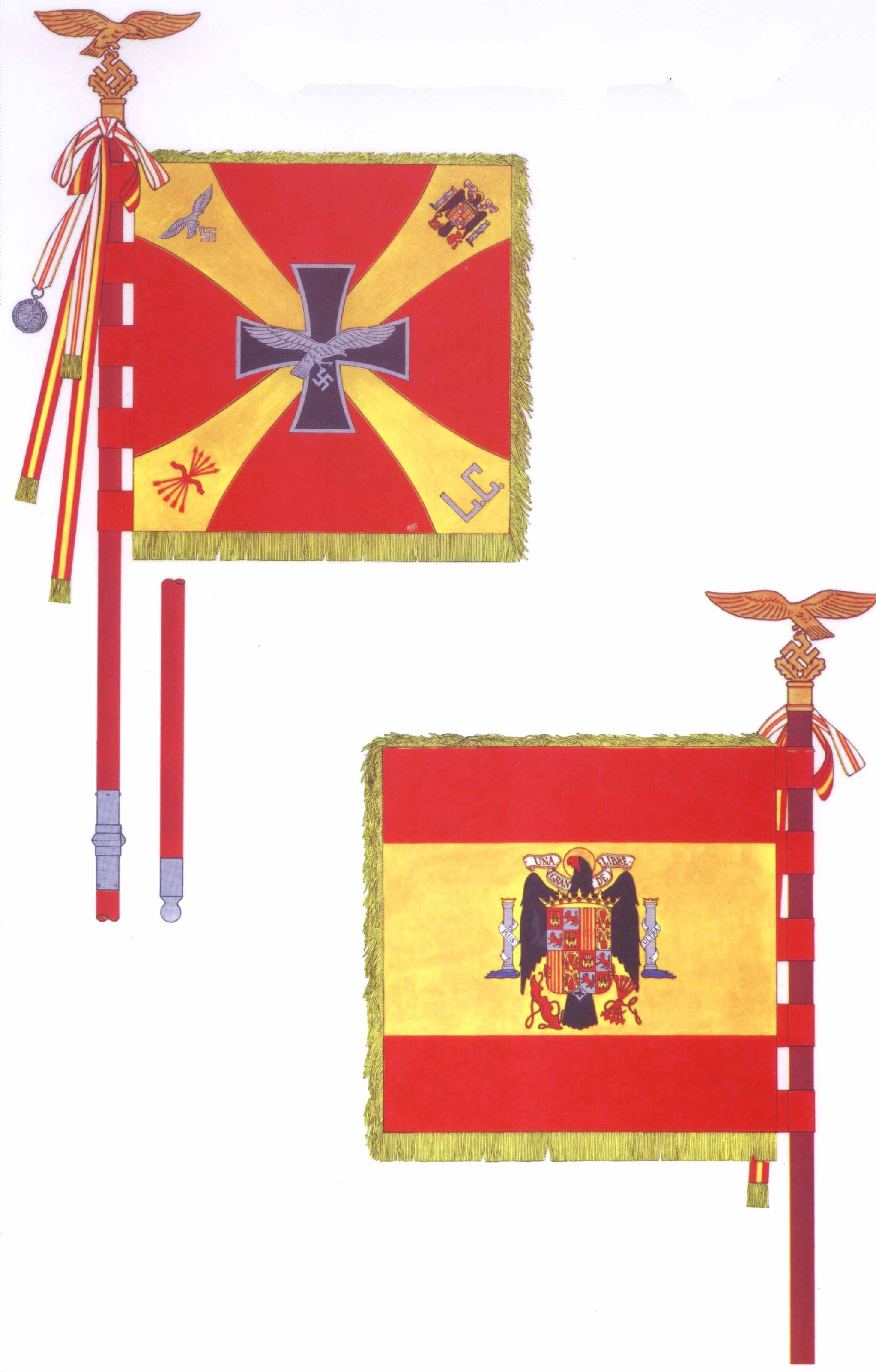
Estandarte da Legião Condor

Os sublevados tentavam impedir a qualquer preço que as instituições republicanas assentassem de maneira estável e permanente seu governo. Sob a desculpa de lutar contra o perigo do comunismo e do anarquismo em certos lugares do Estado, ocultava-se a real tentativa de tomar o poder.[carece de fontes?]
Mas outra das claras intencionalidades do chamado "Movimento Nacional", além de lutar contra o "perigo vermelho", foi lutar contra o "perigo separatista" tentando impedir a instituição dos governos autónomos nas nações chamadas históricas.
O franquismo é considerado uma variação fascista, ainda que se difira por entender-se como um regime fundado numa base política de massa, na mobilização mais ou menos permanente dos seus partidários e no papel importante atribuído a certos grupos sociais emergentes: mesmo antes da queda dos regimes efetivamente fascistas, o regime acabou muito cedo por configurar-se como uma ditadura pessoal apoiada nos grupos dominantes tradicionais, muito semelhante nisto ao Portugal salazarista.

## Os apoios internacionais

### Aos nacionalistas
As tropas do chamado "Movimento Nacional" foram reforçadas, desde o início da guerra pela ajuda militar direta da Alemanha de Hitler, expressa no bombardeamento a Guernica e Madrid, e da Itália de Mussolini, que enviou o Corpo Truppe Volontarie (corpo de tropas voluntárias) e a Aviazione Legionaria para a frente nacionalista, assim como engajou aviões e submarinos no esforço de guerra franquista (ver: Crimes de Guerra da Itália). O Portugal de Salazar , embora ocultado sob a capa da neutralidade, autorizou o recrutamento de voluntários para combater pelos nacionalistas, os Viriatos, permitiu o abastecimento das tropas rebeldes com armas e logística através de seu território além de recusar a entrada de refugiados; a Irlanda tendo embora o seu governo declarado a participação na guerra como ilegal, cerca de 700 irlandeses combateram pelos nacionalistas comandados pelo general Eoin O'Duffy, um veterano histórico do IRA que na Irlanda presidia os Camisas Azuis, algo entre uma associação de ex-militares e um partido fascista.

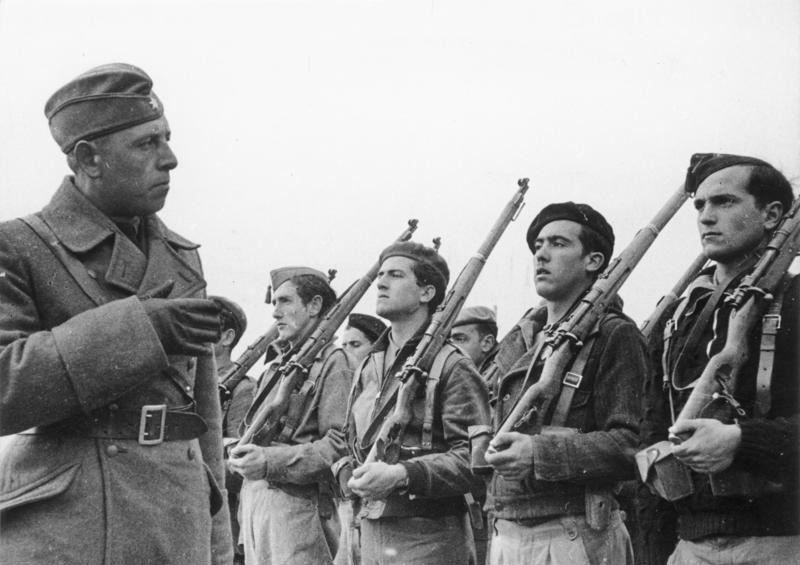
Membros da Legião Condor durante um treino em Ávila

O Vaticano apoiou igualmente Franco, pois a Igreja condenava o comunismo — e também porque a política anticlerical do governo da República não lhe oferecia outra alternativa. O papa Pio XI, no entanto, que não tinha simpatias pelo fascismo, e que em 1937 publicaria a encíclica em alemão Mit brennender Sorge ("Com profunda preocupação"), condenando a ideologia nazista, não chegou jamais a oferecer um apoio incondicional ao campo franquista. No País Basco- que ficou isolado do restante da zona republicana desde o início da guerra — grande parte do clero católico colocou-se ao lado do nacionalismo basco e pela República, escapando assim à sorte dos seus análogos no restante do território republicano, onde as igrejas foram saqueadas e os padres perseguidos como agentes do fascismo. Pelo menos uma figura do alto clero espanhol, o cardeal-arcebispo de Tarragona Vidal y Barraquer — que havia sido exilado na Itália pela Generalitat republicana catalã — tentou realizar esforços por uma paz negociada, o que lhe valeu o desprazer constante do governo franquista, que impediu o seu retorno a Espanha até à sua morte em 1943, na Suíça. De certo modo, a divisão no interior do catolicismo mundial encontra-se bem descrita num artigo, muito posterior, do escritor e católico integrista brasileiro Gustavo Corção que relata como um grupo de padres bascos, buscando entrevistar-se com Pio XI para conseguirem um protesto seu contra as perseguições franquistas ao clero basco, teria sido impedido de conferenciar com o pontífice pelo seu Secretário de Estado, o cardeal Pacelli - que, mais tarde, como papa Pio XII, seria objeto de fortes controvérsias quanto a sua postura em relação ao fascismo. O mesmo Pio XII, tendo sido elevado ao papado durante o término da guerra civil, saudou o fim da guerra com a vitória nacionalista no documento "com imenso gozo" e em discurso radiofónico de 18 de abril de 1939.
Existem relatos de que a Ação Integralista Brasileira enviou soldados para a Guerra Civil Espanhola.

### Aos republicanos

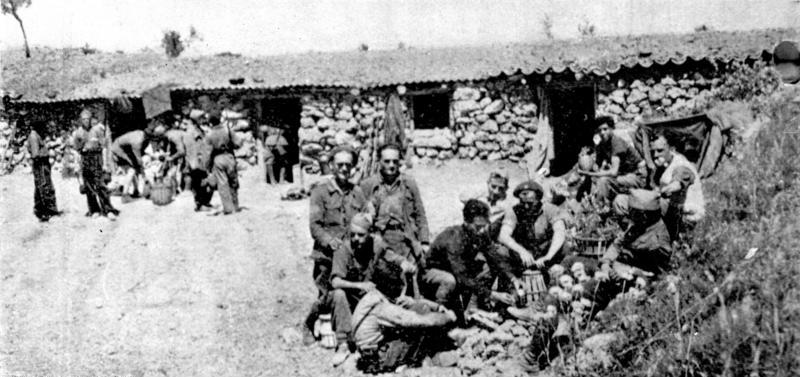
Batalhão Etkar André, das Brigadas Internacionais

Bandeira das Brigadas Internacionais

As tropas republicanas receberam ajuda internacional, proveniente da URSS, recebendo cerca de 326 tanques T-26, 50 BT-7, bombardeiros leves Polikarpov R-5, caças Polikarpov I-15 e Polikarpov I-16 e os bombardeiros ligeiros Tupolev SB, além de armamentos como rifles, metralhadoras e munição. Recebeu ajuda também Brigadas Internacionais, iniciativa da Terceira Internacional composta de militantes de frentes socialistas e comunistas de todo o mundo e de numerosas pessoas que a título individual entravam na Espanha a defender o governo da República. Vários intelectuais europeus e americanos participaram deste esforço, nomeadamente o romancista americano Ernest Hemingway, o escritor inglês George Orwell, o poeta também inglês W. H. Auden, os escritores franceses André Malraux e Saint-Exupéry e a matemática, católica e activista política, também francesa, Simone Weil. 
Os governos da Inglaterra e da França, optaram por ficar de fora, impondo um embargo geral à exportação de armas à Espanha. Oficialmente, este embargo foi furado pela Alemanha e pela Itália, e não levou a qualquer consequência, na ausência de sanções impostas pela Liga das Nações. A Inglaterra sediou o Comitê de Não Intervenção, só que este comitê só funcionava para impedir que ajuda internacional chegasse à República espanhola através da fronteira francesa e da Baía de Biscaia. Os nacionalistas, liderados pelo fascista Franco, recebiam farto armamento e reforços pela fronteira portuguesa e pelo Mediterrâneo, tal fator alterava decisivamente a correlação de forças a favor dos fascistas.
O Brasil teve participação pequena porém significativa na guerra, onde militantes do Partido Comunista Brasileiro e da União da Juventude Comunista se apresentaram como voluntários após terem sido anistiados pela sua participação no Levante Comunista, episódio que ficou conhecido como "macedada". Dos brasileiros que lutaram nas Brigadas, que também participaram da Aliança Nacional Libertadora, destaca-se Apolônio de Carvalho cuja atuação nas Brigadas seria seguida, após seu internamento na França, pela sua participação heróica na Resistência Francesa.

## A revolução social

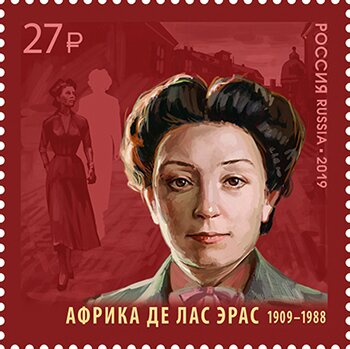
África de las Heras (1909–1988) integrante da JSU (Juventudes Socialistas Unificadas) da Catalunha em 1936.

Nas áreas controladas pelos anarquistas, Aragão e Catalunha, somando-se às suas vitórias militares temporárias, existiu uma grande mudança social na qual os trabalhadores e camponeses se apoderaram da terra e da indústria, estabeleceram conselhos operários paralelos ao governo, que estava paralisado, e autogestionaram a economia. Esta revolução ocorreu à revelia dos republicanos e comunistas apoiados pela União Soviética. A coletivização agrária obteve um êxito considerável, apesar da carência de recursos, já que as terras com melhores condições para o cultivo estavam em poder dos "Nacionais". Esse êxito sobreviveu na mente dos revolucionários libertários como uma prova de que uma sociedade anarquista pode florescer sob certas condições como as que havia durante a Guerra Civil Espanhola.
Mais tarde durante o conflito, o governo e os comunistas receberam armas soviéticas, com as quais restauraram o controle do governo e se esforçaram por ganhar a guerra através da diplomacia e do poder bélico. Os anarquistas e os membros do POUM foram integrados ao exército regular, ainda que a contragosto, e o POUM foi declarado ilegal, após ser falsamente denunciado como instrumento dos fascistas. Num dos episódios mais dramáticos da Guerra, centenas de milhares de soldados comunistas e militantes anarquistas, ambos antifascistas, enfrentaram-se uns aos outros pelo controle dos pontos estratégicos de Barcelona, nas chamadas "Jornadas de Maio de 1937". Por detrás desse conflito estava a divergência básica entre o PCE de um lado e o POUM e a CNT de outro: estes acreditavam que a guerra devia servir para conduzir à vitória na revolução que tinham iniciado; já o PCE acreditava que a revolução lhes minava os esforços diplomáticos para ganhar o apoio das potências ocidentais contra o fascismo, assim como seu esforço de controlar a economia e a sociedade de maneira geral.

## A guerra civil na Galiza

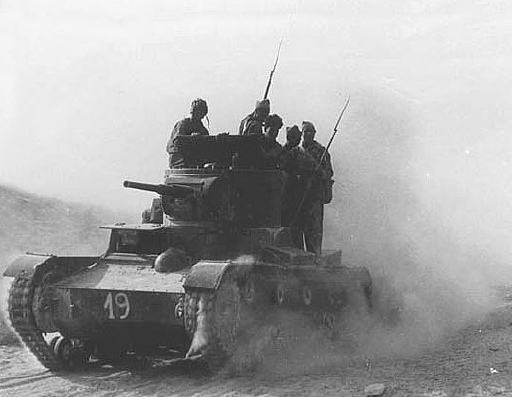
Tropas da brigada republicana lutando na Batalha de Belchite em 1937

Na Galiza, zona que ficara na "retaguarda fascista" (militarmente ocupadas logo no início), a luta republicana encontrou a forma de guerrilhas organizadas que levaram a luta até depois de 1940.
A resposta através do método das guerrilhas manteve-se na Galiza até 1956, iniciando-se um período de decadência a partir desta data, devida em parte ao abandono dessa estratégia por parte do PCE, até ocorrerem os últimos assaltos e combates em 1967, com a morte do último guerrilheiro e o exílio doutros.
Segundo dados fornecidos por diferentes historiadores, foram presas ou mortas cerca de 10 000 pessoas relacionadas com a guerrilha galega durante esses anos. O franquismo instaurou na Galiza o método dos "passeios" (ir procurar pessoas a sua casa para "passeá-los", ou seja, fuzilá-los à noite e deixá-los nas valetas). Através deste método do "passeio", dos conselhos de guerra realizados contra civis, dos fuzilamentos maciços dos prisioneiros e dos confrontos armados com a guerrilha morreram 197 000 galegos (fonte "La Guerra Civil en Galicia" edic. La Voz) durante o regime franquista, das quais a grande maioria continua em valas comuns. Quanto ao exílio, cerca de 200 mil galegos fugiram exilados para outros países nesse período.
Por outro lado, os campos de concentração mais conhecidos na Galiza são os de Lubián, Lavacolla (Santiago de Compostela) e o cárcere de extermínio da ilha de São Simão (na comarca de Vigo), assim como os respectivos cárceres de cada cidade. Existem ainda em cada cidade ou vila lugares ainda não reconhecidos de fuzilamento maciço e continuado de pessoas que eram consideradas "perigosas" para o regime fascista.

### Filmes
| - Por Quem Os Sinos Dobram (1943) - Terra e Liberdade (1995) - Durruti en la Revolución Española (1996) - Libertarias (1997) |  | - Vivir la utopía (1997) - La lengua de las mariposas (1999) - Soldados de Salamina (2003) - ''There Be Dragons (2011) |